# Thalatha hippolopha
Thalatha hippolopha är en fjärilsart som beskrevs av Turner 1936. Thalatha hippolopha ingår i släktet Thalatha och familjen nattflyn. Inga underarter finns listade i Catalogue of Life.